# Ghana en los Juegos Olímpicos de Atenas 2004
Ghana estuvo representada en los Juegos Olímpicos de Atenas 2004 por un total de 28 deportistas que compitieron en 2 deportes.  
El portador de la bandera en la ceremonia de apertura fue el atleta Andrew Owusu. El equipo olímpico ghanés no obtuvo ninguna medalla en estos Juegos.